# 유니버설 픽처스 인터내셔널 코리아

유니버설 픽처스 로고

유니버설 픽처스 인터내셔널 코리아(Universal Pictures International Korea)는 2006년 12월에 UIP 코리아에서 분할된 대한민국의 직배회사로, 유니버설 픽처스, 포커스 피처스에서 제작한 작품을 수입/배급한다.

## 역사

### 2007년
2007년 1월, UIP 한국지사가 해체된 직후 유니버설 픽처스만 수입/배급을 담당하게 되면서 이름도 UPI (유니버설 픽처스 인터내셔널) 코리아로 사명을 변경하게 되었으며
한달 후, CJ엔터테인먼트가 파라마운트 픽처스의 제작 영화들의 수입/배급을 독점하게 되었다.

### 2015년
2014년 11월, 디 인터뷰 해킹사건에 따른 소니 픽처스 엔터테인먼트의 긴급 구조조정으로 소니 픽처스 한국지사가 해체됨에 따라서 소니 픽처스에 소속된 영화사에서 제작하는 모든 영화들이 UPI를 통해서 수입/배급, 홍보 사업을 한국에서 진행하게 되었다.

## 주요작품 목록
- 굵은표시가 있는 것은 UPI 한국지사에서 자체적으로 수입/배급한 영화이다.